# Jim Korderas
Demetrius Korderas, meglio conosciuto come Jim Korderas (Toronto, 19 marzo 1962), è un ex arbitro di wrestling canadese di origini greche.
È principalmente ricordato per i suoi trascorsi nella World Wrestling Federation/Entertainment tra il 1987 e il 2010.

## Carriera nel wrestling
Korderas inizia a lavorare come arbitro professionale di wrestling nel 1985 presso la Maple Leaf Gardens. In un primo momento è stato assunto come autista dal suo amico Elio Zarlenga. A quei tempi Zarlenga era la seconda personalità più importante della Maple Leaf preceduta solo da Jack Tunney, e fu lui a suggerire a Korderas di cominciare ad arbitrare i match. Il suo primo match che ha diretto è stato quello tra Special Delivery Jones e Demon Rosso.
A WrestleMania IV Korderas perse i sensi dopo che Jimmy Hart lo colpì con un megafono. Korderas fu quindi fisicamente assistito fuori dal ring.
Il 23 maggio 1999 Jim ha arbitrato il match tra "Blue Blazer" Owen Hart e The Godfather a Over the Edge.
L'idea per l'ingresso di Hart era quella di farlo calare dal soffitto appeso a una corda: a pochi palmi dal ring Hart avrebbe fatto finta di incastrarsi con il meccanismo e sarebbe caduto faccia a terra. Successivamente, Hart avrebbe dovuto disputare un match valido per il titolo Intercontinentale, detenuto allora da Godfather e, secondo quelli che erano i piani dei booker WWF, avrebbe dovuto vincere.
Qualcosa però andò storto e Hart precipitò da 24 metri d'altezza, colpendo violentemente il turnbuckle più alto con il petto e schiantandosi sul ring. Nessuno degli spettatori televisivi vide l'incidente: al termine della presentazione registrata, le telecamere inquadrarono solo il pubblico, con l'annunciatore Jim Ross che spiegava con serietà come Hart si fosse fatto molto male per davvero. Portato di corsa all'ospedale, Hart vi arrivò già morto. L'autopsia attribuì il decesso a una grave emorragia interna, causata dalla rottura dell'aorta toracica. Nonostante ciò, l'evento continuò, anche perché i 18.000 spettatori presenti alla Kemper Arena erano ignari del fatto che Hart si fosse fatto male per davvero, scambiando il tutto per un angle.
Nell'edizione 2002 di Rebellion Jim costrinse Albert (che stava per darsi alla fuga) a baciare le natiche di Rikishi dopo aver perso un "Kiss my Ass Match".
Nel 2006 la WWE ha concesso un periodo di riposo a Korderas a causa dei suoi problemi di salute, anche se tornò ad arbitrare molto presto. Il 9 gennaio 2009 Korderas è stato rilasciato dalla WWE.
Il 12 maggio 2012 Jim arbitra un match alla Ring of Honor nel pay-per-view Border Wars. In seguito appare in diversi show di federazioni indipendenti.

## Vita privata
Dopo aver lasciato la WWE, Korderas ha iniziato a trascorrere più tempo con la moglie e la famiglia, oltre a prendere lezioni di broadcasting.
Korderas ha pubblicato un libro sulla sua vita e carriera, chiamata The Three Count - My Life in Stripes as a WWE Referee. La prefazione è stata scritta da Edge), ed è stato pubblicato il 1º aprile 2013, dalla ECW Press.